# Morti nel 1885
| Questa pagina contiene informazioni ricavate automaticamente dalle voci biografiche con l'ausilio del template Bio e di un bot. L'aggiornamento è periodico e automatico e ricostruisce completamente la pagina. Se manca una persona in questa lista, sei pregato di non aggiungerla, ma accertati piuttosto che la sua voce biografica contenga il template Bio e che i dati anagrafici siano correttamente compilati. Se il template Bio manca, inseriscilo tu stesso o, in alternativa, metti l'avviso {{tmp\|Bio}} che ne segnala la mancanza. Se i dati riportati sono sbagliati, correggi direttamente la voce biografica; le modifiche saranno visibili in questa lista entro pochi giorni. Per chiarimenti vedi il progetto biografie. La lista contiene solo le 361 persone che sono citate nell'enciclopedia e per le quali è stato implementato correttamente il template Bio. Pagina aggiornata al 18 ago 2025. |

## Gennaio(30)
- 5 gennaio - Adolf von Auersperg, politico austriaco (n. 1821)
- 5 gennaio - Simon Hubert Carteret-Trécourt, generale francese (n. 1821)
- 5 gennaio - Andrea Formica, vescovo cattolico italiano (n. 1812)
- 6 gennaio - Peter Christen Asbjørnsen, scrittore norvegese (n. 1812)
- 6 gennaio - Bhāratendu Hariścaṃdra, poeta e drammaturgo indiano (n. 1850)
- 10 gennaio - Amable Tastu, poetessa, scrittrice e librettista francese (n. 1795)
- 11 gennaio - Rodolphe Bresdin, pittore e incisore francese (n. 1822)
- 11 gennaio - Ana María Janer Anglarill, religiosa spagnola (n. 1800)
- 11 gennaio - Salvatore Lo Forte, pittore italiano (n. 1804)
- 11 gennaio - Santo Varni, scultore italiano (n. 1807)
- 12 gennaio - Luigi Castelli, generale italiano (n. 1810)
- 12 gennaio - Augusto di Württemberg, generale prussiano (n. 1813)
- 13 gennaio - Schuyler Colfax, politico statunitense (n. 1823)
- 14 gennaio - Benjamin Silliman, Jr., chimico statunitense (n. 1816)
- 15 gennaio - Vincenzo Favara, patriota e politico italiano (n. 1816)
- 15 gennaio - Antoni Edward Odyniec, poeta e traduttore polacco (n. 1804)
- 16 gennaio - Edmond About, scrittore, giornalista e critico d'arte francese (n. 1828)
- 17 gennaio - Leopoldine Blahetka, pianista e compositrice austriaca (n. 1809)
- 20 gennaio - Giuseppe Campi Bazan, politico e prefetto italiano (n. 1817)
- 20 gennaio - Udo von Tresckow, generale prussiano (n. 1808)
- 21 gennaio - Vincenzo Tanturri, dermatologo italiano (n. 1835)
- 22 gennaio - Charles Godfrey Gunther, politico statunitense (n. 1822)
- 26 gennaio - Edward Davy, fisico, scienziato e inventore inglese (n. 1806)
- 26 gennaio - Paolo II Demidoff, nobile e imprenditore russo (n. 1839)
- 26 gennaio - Charles George Gordon, generale britannico (n. 1833)
- 27 gennaio - Ernst Deger, pittore tedesco (n. 1809)
- 27 gennaio - Gustav Wilhelm Körber, botanico tedesco (n. 1817)
- 27 gennaio - Luigi Mezzacapo, generale, patriota e politico italiano (n. 1814)
- 29 gennaio - Jean-Charles Abbatucci, politico francese (n. 1816)
- 31 gennaio - Giovanni Froscianti, patriota italiano (n. 1811)

## Febbraio(27)
- 1º febbraio - James Chestnut, politico e generale statunitense (n. 1815)
- 1º febbraio - Henri Dupuy de Lôme, ingegnere navale e politico francese (n. 1816)
- 2 febbraio - Domenico Turano, vescovo cattolico italiano (n. 1814)
- 3 febbraio - Sof'ja Stepanovna Apraksina, nobildonna russa (n. 1798)
- 3 febbraio - Ekaterina Nikolaevna Raevskaja, nobildonna russa (n. 1797)
- 5 febbraio - Costanzo Mazzoni, chirurgo italiano (n. 1823)
- 5 febbraio - Benedetto Orazio Paternò Castello, patriota e politico italiano (n. 1810)
- 7 febbraio - Iwasaki Yatarō, imprenditore giapponese (n. 1835)
- 7 febbraio - Ippolit Nikitič Myškin, rivoluzionario russo (n. 1848)
- 8 febbraio - Nikolaj Alekseevič Severcov, esploratore, naturalista e scienziato russo (n. 1827)
- 10 febbraio - William Prest, calciatore e crickettista britannico (n. 1832)
- 11 febbraio - Edward MacCabe, cardinale e arcivescovo cattolico irlandese (n. 1816)
- 12 febbraio - Štefan Závodník, presbitero, linguista e patriota slovacco (n. 1813)
- 13 febbraio - Giulio Cesare Sansoni, editore italiano (n. 1838)
- 14 febbraio - Jules Vallès, scrittore francese (n. 1832)
- 15 febbraio - Flavio Chigi, cardinale e arcivescovo cattolico italiano (n. 1810)
- 15 febbraio - Leopold Damrosch, compositore, direttore d'orchestra e violinista tedesco (n. 1832)
- 15 febbraio - Emilio Morpurgo, statistico e politico italiano (n. 1836)
- 16 febbraio - Ernst Erhard Schmid, paleontologo tedesco (n. 1815)
- 17 febbraio - Giuseppe Magagnini, compositore italiano (n. 1802)
- 18 febbraio - Charlotte Sainton-Dolby, contralto, insegnante e compositrice inglese (n. 1821)
- 19 febbraio - Thomas Croxen Archer, botanico britannico (n. 1817)
- 19 febbraio - Carlo Corsi di Bosnasco, magistrato e politico italiano (n. 1798)
- 22 febbraio - Rudolf Müller, pittore svizzero (n. 1802)
- 22 febbraio - Alessandro Serpieri, scienziato e presbitero italiano (n. 1823)
- 24 febbraio - Vito d'Ondes Reggio, politico, giornalista e patriota italiano (n. 1811)
- 27 febbraio - Nándor Éber, giornalista e militare ungherese (n. 1825)

## Marzo(26)
- 2 marzo - Joseph-Alfred Serret, matematico e astronomo francese (n. 1829)
- 5 marzo - Gabriele Buccola, psichiatra e psicologo italiano (n. 1854)
- 6 marzo - Ireneo Aleandri, architetto italiano (n. 1795)
- 12 marzo - Próspero Fernández Oreamuno, politico costaricano (n. 1834)
- 13 marzo - Titian Peale, artista, naturalista e entomologo statunitense (n. 1799)
- 14 marzo - Friedrich Theodor von Frerichs, medico tedesco (n. 1819)
- 14 marzo - Biagio Gioacchino Miraglia, psichiatra, poeta e patriota italiano (n. 1814)
- 15 marzo - Pietro Ripari, patriota e medico italiano (n. 1802)
- 17 marzo - Nikolaj Alekseevič Orlov, diplomatico russo (n. 1827)
- 21 marzo - Paulin Talabot, imprenditore francese (n. 1799)
- 21 marzo - Elisabetta di Prussia, principessa tedesca (n. 1815)
- 22 marzo - Baldassarre Mongenet, politico italiano (n. 1811)
- 22 marzo - Gustave Roux, illustratore e pittore svizzero (n. 1828)
- 23 marzo - Rinaldo Morrocchi, compositore italiano (n. 1835)
- 24 marzo - Alfred Enneper, matematico tedesco (n. 1830)
- 24 marzo - Joe Goss, pugile inglese (n. 1837)
- 24 marzo - Ernest Goüin, ingegnere e imprenditore francese (n. 1815)
- 27 marzo - Serafino Amedeo De Ferrari, compositore, direttore d'orchestra e pianista italiano (n. 1824)
- 27 marzo - Friedrich Johann Joseph Cölestin von Schwarzenberg, cardinale e arcivescovo cattolico austriaco (n. 1809)
- 28 marzo - Carolina del Liechtenstein, principessa austriaca (n. 1836)
- 28 marzo - Ludvig Norman, compositore, pianista e direttore d'orchestra svedese (n. 1831)
- 29 marzo - Federico Moja, pittore italiano (n. 1802)
- 30 marzo - Adamo Alberti, attore teatrale italiano (n. 1809)
- 30 marzo - Ludovico da Casoria, religioso italiano (n. 1814)
- 31 marzo - Franz Abt, compositore e direttore di coro tedesco (n. 1819)
- 31 marzo - Nicola Fabrizi, militare, patriota e politico italiano (n. 1804)

## Aprile(24)
- 2 aprile - James Edward Alexander, esploratore scozzese (n. 1803)
- 2 aprile - Justo Rufino Barrios Auyón, politico guatemalteco (n. 1835)
- 2 aprile - Hugh Cairns, I conte Cairns, politico e nobile britannico (n. 1819)
- 2 aprile - Victor Gélu, poeta e scrittore francese (n. 1806)
- 6 aprile - Eduard Vogel von Falckenstein, generale prussiano (n. 1797)
- 7 aprile - Georges Henri Falck, imprenditore francese (n. 1802)
- 8 aprile - Constantin Alexandru Rosetti, scrittore, giornalista e politico romeno (n. 1816)
- 8 aprile - Susanna Moodie, scrittrice britannica (n. 1803)
- 10 aprile - Leopold Fugger von Babenhausen, principe e politico tedesco (n. 1827)
- 10 aprile - Biagio Miraglia, presbitero, patriota e poeta italiano (n. 1823)
- 14 aprile - Francesco Borgatti, politico e magistrato italiano (n. 1818)
- 15 aprile - Cesare Gibelli, scultore italiano (n. 1806)
- 15 aprile - Marino Marini, arcivescovo cattolico e diplomatico italiano (n. 1804)
- 18 aprile - Rudolf Eitelberger, storico dell'arte ceco (n. 1817)
- 18 aprile - Marc Monnier, scrittore italiano (n. 1829)
- 19 aprile - Mykola Ivanovyč Kostomarov, storico e scrittore ucraino (n. 1817)
- 19 aprile - Pietro Lasagni, cardinale italiano (n. 1814)
- 20 aprile - Gustav Nachtigal, esploratore tedesco (n. 1834)
- 22 aprile - Clemente Santi, farmacista, chimico e imprenditore italiano (n. 1795)
- 24 aprile - Nísia Floresta Brasileira Augusta, educatrice e poetessa brasiliana (n. 1810)
- 24 aprile - Henry Augustus Rawes, scrittore e predicatore britannico (n. 1826)
- 25 aprile - Emma delle Hawaii, regina (n. 1836)
- 26 aprile - Alice Ayres, britannica (n. 1859)
- 30 aprile - Jens Peter Jacobsen, scrittore danese (n. 1847)

## Maggio(37)
- 1º maggio - Cornelius Kingsland Garrison, politico statunitense (n. 1809)
- 1º maggio - Federico del Liechtenstein, principe, generale e politico austriaco (n. 1807)
- 1º maggio - Johann Heinrich Christian Schubart, filologo classico e bibliotecario tedesco (n. 1800)
- 1º maggio - André Gill, illustratore francese (n. 1840)
- 2 maggio - Auguste Dumont, giornalista, saggista e scrittore francese (n. 1816)
- 3 maggio - Aleksandar Karađorđević, sovrano serbo (n. 1806)
- 3 maggio - Diomede Pantaleoni, medico e politico italiano (n. 1810)
- 4 maggio - Irvin McDowell, generale statunitense (n. 1818)
- 5 maggio - Raffaele Garrucci, gesuita, numismatico e archeologo italiano (n. 1812)
- 5 maggio - Lauro Rossi, compositore italiano (n. 1810)
- 7 maggio - Anton von Petz, ammiraglio austriaco (n. 1819)
- 7 maggio - William Ward, I conte di Dudley, nobile inglese (n. 1817)
- 9 maggio - Gavriil Jakimovič Lomakin, direttore di coro e compositore russo (n. 1812)
- 10 maggio - Leone Savoja, architetto italiano (n. 1814)
- 11 maggio - Ferdinand Hiller, compositore, direttore d'orchestra e critico musicale tedesco (n. 1811)
- 11 maggio - Gilbert Carlton Walker, politico statunitense (n. 1833)
- 13 maggio - Friedrich Gustav Jakob Henle, anatomista, patologo e zoologo tedesco (n. 1809)
- 13 maggio - Ferdinand Minding, matematico tedesco (n. 1806)
- 14 maggio - Johann Georg Böschenstein, giudice e politico svizzero (n. 1804)
- 15 maggio - Lodovico Graziani, tenore italiano (n. 1820)
- 18 maggio - Alphonse-Marie-Adolphe de Neuville, pittore francese (n. 1835)
- 18 maggio - George Daniel Schenkel, teologo svizzero (n. 1813)
- 19 maggio - Robert Emmet Odlum, nuotatore statunitense (n. 1851)
- 19 maggio - Julija Ivanovna Prušakevič, rivoluzionaria russa (n. 1848)
- 19 maggio - Thomas William Webb, astronomo britannico (n. 1807)
- 20 maggio - Frederick Theodore Frelinghuysen, politico statunitense (n. 1817)
- 21 maggio - Terenzio Mamiani, filosofo, politico e scrittore italiano (n. 1799)
- 22 maggio - Théodore Ballu, architetto francese (n. 1817)
- 22 maggio - Victor Hugo, scrittore, poeta e drammaturgo francese (n. 1802)
- 23 maggio - Marie Cabel, soprano belga (n. 1827)
- 23 maggio - Frédéric Cournet, politico e giornalista francese (n. 1837)
- 23 maggio - Luigi Sozzi, compositore italiano (n. 1838)
- 25 maggio - Beatrice di Pian degli Ontani, poetessa italiana (n. 1803)
- 27 maggio - Charles Rogier, politico belga (n. 1800)
- 29 maggio - Alfred Meissner, scrittore e poeta austriaco (n. 1822)
- 29 maggio - Paul de Noailles, nobile e storico francese (n. 1802)
- 30 maggio - Giuseppe Botero, educatore e scrittore italiano (n. 1815)

## Giugno(24)
- 1º giugno - Noël Guéneau de Mussy, medico francese (n. 1813)
- 1º giugno - Giovanni Lepri, militare italiano (n. 1826)
- 2 giugno - Massimiliano Maria di Thurn und Taxis, principe (n. 1862)
- 2 giugno - Carlo Antonio di Hohenzollern-Sigmaringen, principe (n. 1811)
- 5 giugno - Julius Benedict, compositore tedesco (n. 1804)
- 8 giugno - Ignace Bourget, arcivescovo cattolico canadese (n. 1799)
- 10 giugno - Francesco Secchi De Casali, patriota e giornalista italiano (n. 1819)
- 11 giugno - Amédée Courbet, militare francese (n. 1827)
- 11 giugno - Léon Renier, storico, bibliotecario e epigrafista francese (n. 1809)
- 12 giugno - Adi'b Ishaq ad-Dimashqi, letterato siriano (n. 1856)
- 12 giugno - Giuseppe Mantellini, avvocato e politico italiano (n. 1816)
- 15 giugno - Federico Carlo di Prussia, generale prussiano (n. 1828)
- 16 giugno - Napoleone Meuron, politico italiano (n. 1807)
- 17 giugno - Edwin von Manteuffel, generale tedesco (n. 1809)
- 18 giugno - Louis Segond, teologo svizzero (n. 1810)
- 21 giugno - Antonio Oneto, esploratore e navigatore italiano (n. 1826)
- 21 giugno - Henri Tresca, ingegnere meccanico francese (n. 1814)
- 22 giugno - Muhammad Ahmad, politico e mistico sudanese (n. 1844)
- 26 giugno - Metta Victoria Fuller Victor, scrittrice statunitense (n. 1831)
- 26 giugno - Antonio Villa, entomologo italiano (n. 1806)
- 27 giugno - Louise-Thérèse de Montaignac de Chauvance, religiosa francese (n. 1820)
- 28 giugno - Rachel Cliff, attivista statunitense (n. 1806)
- 28 giugno - Hacı Arif Bey, compositore ottomano (n. 1831)
- 29 giugno - Celestino Bianchi, politico e giornalista italiano (n. 1817)

## Luglio(27)
- 1º luglio - Hermann von Fehling, chimico tedesco (n. 1812)
- 2 luglio - Aurelio Turcotti, politico italiano (n. 1808)
- 4 luglio - Alessandro di Württemberg, principe tedesco (n. 1804)
- 5 luglio - Angelo Camerini, politico italiano (n. 1819)
- 7 luglio - Christoph Theodor Aeby, anatomista e antropologo svizzero (n. 1835)
- 7 luglio - Nicola De Giosa, compositore italiano (n. 1819)
- 8 luglio - Ferdinand von Mensshengen, diplomatico austriaco (n. 1801)
- 9 luglio - Pietro Torrigiani, politico e magistrato italiano (n. 1810)
- 12 luglio - Maria Weston Chapman, attivista statunitense (n. 1806)
- 12 luglio - Aleksandr Vasil'evič Dolgušin, rivoluzionario russo (n. 1848)
- 13 luglio - Luigi Barbiano di Belgioioso, politico italiano (n. 1803)
- 13 luglio - Augusto Vera, filosofo e politico italiano (n. 1813)
- 14 luglio - Ernest Hello, scrittore e critico letterario francese (n. 1828)
- 15 luglio - Rosalía de Castro, poetessa e scrittrice spagnola (n. 1837)
- 21 luglio - Litterio De Gregorio Alliata, politico italiano (n. 1808)
- 22 luglio - Domenico Balduino, banchiere italiano (n. 1824)
- 22 luglio - Mary Field, astronoma e fotografa inglese (n. 1813)
- 22 luglio - Alexandre Schoenewerk, scultore francese (n. 1820)
- 23 luglio - Ulysses S. Grant, generale e politico statunitense (n. 1822)
- 25 luglio - Virginio Allione, politico italiano (n. 1822)
- 25 luglio - Ernst Laas, filosofo tedesco (n. 1837)
- 25 luglio - Lorenzo Nina, cardinale italiano (n. 1812)
- 27 luglio - Penry Williams, artista gallese (n. 1802)
- 28 luglio - Moses Montefiore, imprenditore e filantropo italiano (n. 1784)
- 29 luglio - Henri Milne-Edwards, zoologo francese (n. 1800)
- 29 luglio - Victor Prosch, medico, veterinario e biologo danese (n. 1820)
- 30 luglio - Louis Leroy, giornalista, drammaturgo e pittore francese (n. 1812)

## Agosto(20)
- 4 agosto - Anna Plochl, nobile austriaca (n. 1804)
- 4 agosto - Visakham Thirunal, principe indiano (n. 1837)
- 5 agosto - Federico Garelli, commediografo italiano (n. 1827)
- 6 agosto - Antoine Armand Arnaud, politico e giornalista francese (n. 1831)
- 6 agosto - Emil Zsigmondy, alpinista austriaco (n. 1861)
- 10 agosto - Luigi della Noce, lessicografo, latinista e politico italiano (n. 1808)
- 10 agosto - James Wilson Marshall, statunitense (n. 1810)
- 12 agosto - Georg Curtius, glottologo e filologo tedesco (n. 1820)
- 12 agosto - Helen Hunt Jackson, poetessa e scrittrice statunitense (n. 1830)
- 12 agosto - Nicola de Luca, prefetto e politico italiano (n. 1811)
- 13 agosto - Carlo Maggiorani, medico e politico italiano (n. 1800)
- 14 agosto - Agostino Pennisi di Floristella, imprenditore e numismatico italiano (n. 1832)
- 15 agosto - Giacomo Marchini, poeta e patriota italiano (n. 1822)
- 17 agosto - Aga Khan II, imam persiano (n. 1830)
- 25 agosto - Maria del Transito di Gesù Sacramentato, religiosa argentina (n. 1821)
- 26 agosto - August Gottfried Ritter, compositore e organista tedesco (n. 1811)
- 27 agosto - Johann Georg Theodor Grässe, bibliografo e storico della letteratura tedesco (n. 1814)
- 29 agosto - Bernhard Horwitz, scacchista e compositore di scacchi tedesco (n. 1807)
- 30 agosto - Émile Egger, grecista, filologo classico e grammatico francese (n. 1813)
- 31 agosto - Giacinto Bianco, scrittore italiano (n. 1812)

## Settembre(23)
- 2 settembre - Giuseppe Antonio Ottavi, agronomo e divulgatore scientifico francese (n. 1818)
- 3 settembre - Galileo Pallotta, medico italiano (n. 1797)
- 4 settembre - Telemaco Ferrini, politico italiano (n. 1841)
- 5 settembre - Zuo Zongtang, generale e nobile cinese (n. 1812)
- 8 settembre - Charles Louis de Maere, imprenditore e compositore belga (n. 1802)
- 10 settembre - Johann Jacob Baeyer, generale e geodeta prussiano (n. 1794)
- 12 settembre - Karl Hermann Bitter, politico e saggista prussiano (n. 1813)
- 12 settembre - Hans Canon, pittore austriaco (n. 1829)
- 12 settembre - Théodore-Augustin Forcade, arcivescovo cattolico francese (n. 1816)
- 12 settembre - Agostino Plutino, politico italiano (n. 1810)
- 12 settembre - Ranbir Singh, sovrano indiano (n. 1830)
- 14 settembre - Friedrich Kiel, compositore e docente tedesco (n. 1821)
- 18 settembre - Germano Germanetti, politico italiano (n. 1803)
- 18 settembre - John Campbell Shairp, critico letterario e scrittore scozzese (n. 1819)
- 19 settembre - Pietro Ivaldi, pittore italiano (n. 1810)
- 20 settembre - James Hudson, diplomatico britannico (n. 1810)
- 23 settembre - Dominique Dupuy, botanico e zoologo francese (n. 1812)
- 23 settembre - Carl Spitzweg, pittore tedesco (n. 1808)
- 26 settembre - Teresa Couderc, religiosa francese (n. 1805)
- 27 settembre - Giulio Fabrizio Tomasi, nobile e astronomo italiano (n. 1813)
- 28 settembre - Enrico Onufrio, poeta, scrittore e giornalista italiano (n. 1858)
- 30 settembre - Francesco Paolo Ciaccio, patriota italiano (n. 1821)
- 30 settembre - Johannes Takanen, scultore finlandese (n. 1849)

## Ottobre(22)
- 1º ottobre - Anthony Ashley-Cooper, VII conte di Shaftesbury, politico e filantropo inglese (n. 1801)
- 4 ottobre - Giuseppe Cossa, archivista e bibliotecario italiano (n. 1803)
- 4 ottobre - Heinrich Scherk, matematico tedesco (n. 1798)
- 5 ottobre - Daniel Alcides Carrión, peruviano (n. 1857)
- 5 ottobre - Thomas C. Durant, imprenditore statunitense (n. 1820)
- 8 ottobre - Émile Perrin, direttore teatrale e pittore francese (n. 1814)
- 9 ottobre - Joseph Geefs, scultore belga (n. 1808)
- 9 ottobre - Pietro Landolina, politico italiano (n. 1839)
- 10 ottobre - John McCloskey, cardinale e arcivescovo cattolico statunitense (n. 1810)
- 13 ottobre - Gustav Kross, pianista russo (n. 1831)
- 14 ottobre - Michele Pironti, politico e patriota italiano (n. 1814)
- 20 ottobre - Michele Novaro, compositore e patriota italiano (n. 1818)
- 21 ottobre - Moritz Karl Ernst von Prittwitz, generale prussiano (n. 1795)
- 22 ottobre - Pavol Dobšinský, scrittore, etnografo e pastore protestante slovacco (n. 1828)
- 27 ottobre - Juan Bautista Topete, militare e politico spagnolo (n. 1821)
- 28 ottobre - Augustus Leopold Kuper, ammiraglio britannico (n. 1809)
- 29 ottobre - Augustus Hobart-Hampden, VI conte di Buckinghamshire, nobile inglese (n. 1793)
- 29 ottobre - Ernst Lafite, pittore austriaco (n. 1826)
- 29 ottobre - George B. McClellan, generale e politico statunitense (n. 1826)
- 30 ottobre - Gustav Adolf Merkel, organista e compositore tedesco (n. 1827)
- 30 ottobre - Giuseppe Ravizza, inventore italiano (n. 1811)
- 31 ottobre - James Hamilton, I duca di Abercorn, nobile e politico britannico (n. 1811)

## Novembre(37)
- 2 novembre - Gioacchino Cutinelli-Rendina, politico italiano (n. 1829)
- 2 novembre - Antonio Sorgato, pittore e fotografo italiano (n. 1825)
- 3 novembre - Adele Muzzarelli, ballerina e soprano italiana (n. 1816)
- 8 novembre - John Edward McCullough, attore teatrale irlandese (n. 1832)
- 11 novembre - Mariano Falcini, architetto italiano (n. 1804)
- 11 novembre - Livio Odescalchi, V principe Odescalchi, nobile italiano (n. 1805)
- 13 novembre - Maximilian von Arco-Zinneberg, nobile austriaco (n. 1811)
- 13 novembre - Ercole Lanza di Trabia, politico italiano (n. 1813)
- 15 novembre - Friedrich August Eckstein, filologo classico tedesco (n. 1810)
- 15 novembre - Joseph Mukasa, funzionario e santo ugandese (n. 1860)
- 15 novembre - Benedetto Musolino, patriota e politico italiano (n. 1809)
- 16 novembre - Louis Riel, politico canadese (n. 1844)
- 17 novembre - Gustav Seyffarth, egittologo e scrittore tedesco (n. 1796)
- 17 novembre - Giovanni Giacomo della Bona, vescovo cattolico italiano (n. 1814)
- 18 novembre - Enrico Di Brocchetti, ammiraglio e politico italiano (n. 1817)
- 18 novembre - Theo van Lynden van Sandenburg, politico olandese (n. 1826)
- 19 novembre - George Browne, architetto irlandese (n. 1811)
- 19 novembre - Gabriele Dara Junior, poeta e politico italiano (n. 1826)
- 20 novembre - François Hamille, politico e avvocato francese (n. 1812)
- 20 novembre - Francisco Savalls, militare spagnolo (n. 1817)
- 21 novembre - Antonio Maria Panebianco, cardinale italiano (n. 1808)
- 22 novembre - Giulio Porro Lambertenghi, patriota e storico italiano (n. 1811)
- 22 novembre - Ranaodhip Singh Bahadur Rana, politico nepalese (n. 1825)
- 24 novembre - Jean Étienne Duby, botanico svizzero (n. 1798)
- 24 novembre - Marie Auguste Roland Le Vassor de Sorval, generale francese (n. 1808)
- 25 novembre - Grigore Alexandrescu, poeta rumeno (n. 1810)
- 25 novembre - Alfonso XII di Spagna, sovrano spagnolo (n. 1857)
- 25 novembre - Nicolás Avellaneda, politico, avvocato e giornalista argentino (n. 1837)
- 25 novembre - Abramo Basevi, compositore e critico musicale italiano (n. 1818)
- 25 novembre - Thomas Hendricks, politico statunitense (n. 1819)
- 26 novembre - Francisco Serrano, militare e politico spagnolo (n. 1810)
- 26 novembre - Giovanni Verità, presbitero italiano (n. 1807)
- 27 novembre - Andrea Maffei, poeta, librettista e traduttore italiano (n. 1798)
- 27 novembre - Federico di Schleswig-Holstein-Sonderburg-Glücksburg, sovrano tedesco (n. 1814)
- 28 novembre - Michele Del Monte, oculista italiano (n. 1838)
- 28 novembre - Edward Adolphus Seymour, XII duca di Somerset, nobile e politico britannico (n. 1804)
- 30 novembre - Giuseppe Ponzi, geologo e politico italiano (n. 1805)

## Dicembre(24)
- 3 dicembre - Pieter Harting, botanico, naturalista e idrologo olandese (n. 1812)
- 3 dicembre - H. W. J. Thiersch, filologo tedesco (n. 1817)
- 4 dicembre - Vincenzo Dorsa, scrittore italiano (n. 1823)
- 6 dicembre - Paolo Paternostro, politico, magistrato e prefetto italiano (n. 1821)
- 8 dicembre - William Henry Vanderbilt, imprenditore statunitense (n. 1821)
- 9 dicembre - Auguste Hussenot, pittore e decoratore francese (n. 1799)
- 9 dicembre - Agostino Moschetti, politico italiano (n. 1824)
- 14 dicembre - Ernst Falkbeer, scacchista austriaco (n. 1819)
- 14 dicembre - Arthur Purves Phayre, militare inglese (n. 1812)
- 15 dicembre - Henning von Bassewitz, politico tedesco (n. 1814)
- 15 dicembre - Ludwig Nohl, musicologo tedesco (n. 1831)
- 15 dicembre - Jerry Thomas, statunitense (n. 1830)
- 15 dicembre - Robert Toombs, politico e generale statunitense (n. 1810)
- 15 dicembre - Ferdinando II del Portogallo, re (n. 1816)
- 17 dicembre - Giuseppe Giani, pittore italiano (n. 1829)
- 20 dicembre - Pietro Roselli, generale italiano (n. 1808)
- 22 dicembre - Louis René Tulasne, botanico francese (n. 1815)
- 25 dicembre - Eugène-Emmanuel Amaury-Duval, pittore francese (n. 1808)
- 25 dicembre - Antonio Dozzi, politico italiano (n. 1817)
- 26 dicembre - Rosa Vercellana, nobildonna italiana (n. 1833)
- 28 dicembre - Pietro Siciliani, pedagogista, filosofo e medico italiano (n. 1832)
- 28 dicembre - Giovanni Battista Zappi, generale italiano (n. 1816)
- 30 dicembre - Maria Theresia Löw, soprano e arpista tedesca (n. 1809)
- 31 dicembre - Giovanni Lauzi, avvocato, prefetto e politico italiano (n. 1800)

## Senza giorno specificato(40)
- Édouard Joseph Alexander Agneessens, pittore belga (n. 1842)
- Giuseppe Aguiari, pittore italiano (n. 1843)
- Ahmed Hamdi Pascià, politico ottomano (n. 1826)
- Venceslao Albani, politico e imprenditore italiano (n. 1801)
- Thomas Andrews, chimico irlandese (n. 1813)
- Georg August Appunn, fisico e musicista tedesco (n. 1816)
- Carlo Nicola Carnevali, architetto italiano (n. 1811)
- Guglielmo Cenni, patriota e militare italiano (n. 1817)
- Martial Chazotte, militare francese (n. 1823)
- Nikolaj Jakovlevič Danilevskij, politico e saggista russo (n. 1822)
- Carlo Demaria, politico italiano (n. 1810)
- Frederick Field, presbitero e teologo inglese (n. 1801)
- Manuel María Flores, scrittore e poeta messicano (n. 1840)
- Jean Nicolas Théodore Galland, generale francese (n. 1832)
- Giovanni Gallucci, pittore italiano (n. 1815)
- Giuseppe Grassi de Joannon, compositore italiano (n. 1815)
- Guglielmo Guiscardi, mineralogista italiano (n. 1821)
- Hans Vilhelm Kaalund, scrittore danese (n. 1818)
- Luisa Lemarchand, religiosa francese (n. 1800)
- Gaudenzio Marconi, fotografo e pittore svizzero (n. 1841)
- Girolamo Masini, scultore italiano (n. 1840)
- Antonio Mattei, pasticciere italiano (n. 1820)
- Angelo Minghetti, ceramista italiano (n. 1822)
- Angelo Moja, pittore italiano (n. 1828)
- Augusta de Montléart, artista e nobile francese (n. 1823)
- Mariano Ospina Rodríguez, politico colombiano (n. 1806)
- William Palmer, teologo e docente britannico (n. 1803)
- Giuseppe Pastori, imprenditore italiano (n. 1814)
- Luigi Righi, scultore italiano (n. 1810)
- Charles-Philippe Robin, scienziato francese (n. 1821)
- Luigi Sailer, scrittore italiano (n. 1825)
- San Juan, condottiero nativo americano
- Karl Theodor Ernst von Siebold, zoologo tedesco (n. 1804)
- Antonio Snider-Pellegrini, geografo francese (n. 1802)
- Sidney Gilchrist Thomas, inventore britannico (n. 1850)
- Tsukamoto Akitake, geografo giapponese (n. 1833)
- Giovenale Vegezzi Ruscalla, politico italiano (n. 1799)
- Samuel Waugh, pittore statunitense (n. 1814)
- Walter Weldon, chimico e giornalista inglese (n. 1832)
- Jonathan Jasper Wright, avvocato e magistrato statunitense (n. 1840)